# 鈴木直人 (心理学者)
鈴木 直人（すずき なおと、1947年9月 - ）は、日本の心理学者。文学修士・医学博士。

## 経歴
- 1971年 同志社大学文学部文化学科心理学専攻卒業
- 1973年 同志社大学大学院文学研究科博士前期課程修了
- 1974年 同志社大学大学院文学研究科博士後期課程中退
- 京都府立医科大学助手、同志社大学文学部専任講師・助教授を経て、1994年より同志社大学教授

## 学会
- ISRE(International Society for Research on Emotions)
- 日本心理学会
- 日本感情心理学会
- 日本社会心理学会
- 日本基礎心理学会
- 日本健康心理学会
- 日本行動科学会
- 日本めまい平衡医学会
- 日本バイオフィードバック学会
- 日本リハビリテーション学会

## 専門分野
- 感情心理学
- 環境心理学
- 精神生理学